# Бороалюмосилікати
Бороалюмосилікати (рос. бороалюмосиликаты, англ. boroalumosilicates, нім. Boroalumosilikate) — мінерали класу силікатів, що містять бор і алюміній, які відіграють однакову роль з кремнієм, утворюючи комплексний бороалюмокремнекисневий радикал (наприклад, манандоніт — LiAl4[(OH)8 AlBSi2O10]).